# 昆庫斯山 (堯利區)
11°48′51″S 76°04′12″W / 11.81417°S 76.07000°W
昆庫斯山（Kunkus），是秘魯的山峰，位於該國中部胡寧大區，由堯利省的堯利區負責管轄，屬於帕里亞卡卡山脈的一部分，海拔高度5,000米。